# Plancinus
Plancinus is een geslacht van spinnen uit de  familie van de Thomisidae (krabspinnen).

## Soorten
- Plancinus brevipes Simon, 1886
- Plancinus cornutus Simon, 1886
- Plancinus runcinioides Simon, 1886